# Japanse kampioenschappen schaatsen afstanden 2019 - 500 meter vrouwen
De 500 meter vrouwen op de Japanse kampioenschappen schaatsen afstanden 2019 werd gereden op vrijdag 26 oktober 2018 in het ijsstadion M-Wave in Nagano.

## Statistieken
| #      | Schaatser        | Tijd     |
| ------ | ---------------- | -------- |
| Goud   | Nao Kodaira      | 37,30    |
| Zilver | Miho Takagi      | 37,98    |
| Brons  | Maki Tsuji       | 38,32    |
| 4      | Konami Soga      | 38,70    |
| 5      | Rio Yamada       | 38,87 PR |
| 6      | Kurumi Inagawa   | 38,95    |
| 7      | Arisa Tsujimoto  | 38,97    |
| 8      | Yukari Matsuzawa | 39,08 PR |
| 9      | Kako Yamane      | 39,50    |
| 10     | Anna Nakamura    | 39,62    |
| 11     | Rino Kato        | 39,70 PR |
| 12     | Moe Kumagai      | 39,84    |
| 13     | Nanako Tanaka    | 39,97 PR |
| 14     | Yukari Arai      | 40,00    |
| 15     | Towako Nagasaki  | 40,32 PR |
| 16     | Saki Furukawa    | 40,38    |
| 17     | Suzune Usami     | 40,49    |
| 18     | Honoka Kawashima | 41,06    |
| 19     | Akari Mochida    | 41,10    |
| 20     | Sana Fujii       | 41,44    |
| 21     | Rino Matsukuma   | 41,48    |

| Rit | Baan   | Schaatser        | Tijd (rang) |
| --- | ------ | ---------------- | ----------- |
| 1   | Binnen | Sana Fujii       | 41,44 (20)  |
| 1   | Buiten |                  |             |
| 2   | Binnen | Rino Matsukuma   | 41,48 (21)  |
| 2   | Buiten | Towako Nagasaki  | 40,32 (15)  |
| 3   | Binnen | Akari Mochida    | 41,10 (19)  |
| 3   | Buiten | Honoka Kawashima | 41,06 (18)  |
| 4   | Binnen | Suzune Usami     | 40,49 (17)  |
| 4   | Buiten | Nanako Tanaka    | 39,97 (13)  |
| 5   | Binnen | Saki Furukawa    | 40,38 (16)  |
| 5   | Buiten | Rino Kato        | 39,70 (11)  |
| 6   | Binnen | Moe Kumagai      | 39,84 (12)  |
| 6   | Buiten | Anna Nakamura    | 39,62 (10)  |
| 7   | Binnen | Kako Yamane      | 35,50 (9)   |
| 7   | Buiten | Yukari Matsuzawa | 39,08 (8)   |
| 8   | Binnen | Kurumi Inagawa   | 38,95 (6)   |
| 8   | Buiten | Rio Yamada       | 38,87 (5)   |
| 9   | Binnen | Miho Takagi      | 37,98 (2)   |
| 9   | Buiten | Yukari Arai      | 40,00 (14)  |
| 10  | Binnen | Nao Kodaira      | 37,30 (1)   |
| 10  | Buiten | Konami Soga      | 38,70 (4)   |
| 11  | Binnen | Maki Tsuji       | 38,32 (3)   |
| 11  | Buiten | Arisa Tsujimoto  | 38,97 (7)   |

## Wereldbekerkwalificatie
De volgende rijders hebben zich gekwalificeerd voor de wereldbekers:
| #      | Schaatser       | 1. Obihiro | 2. Tomakomai | 3. Tomaszów Mazowiecki | 4. Heerenveen |
| ------ | --------------- | ---------- | ------------ | ---------------------- | ------------- |
| 1      | Nao Kodaira     | X          | X            | afgemeld               | X             |
| 2      | Miho Takagi     | #1 of #2   | #1 of #2     | X                      | X             |
| 3      | Maki Tsuji      | X          | X            | X                      | X             |
| 4      | Konami Soga     | X          | X            | X                      | X             |
| 5      | Rio Yamada      | X          | X            | afgemeld               | afgemeld      |
| 6      | Kurumi Inagawa  | #1 of #2   | #1 of #2     | X                      | X             |
| 7      | Arisa Tsujimoto |            |              | X                      |               |
| Totaal | Totaal          | 5          | 5            | 5                      | 5             |

## IJs- en klimaatcondities
|                  |         | Start   | Eind |
| ---------------- | ------- | ------- | ---- |
| Tijd             | 13:35   | 13:58   |      |
| Paar             | 1       | 11      |      |
| Luchttemperatuur | 15,0°C  | 14,7°C  |      |
| IJstemperatuur   | -3,4°C  | -3,8°C  |      |
| Luchtvochtigheid | 61%     | 60%     |      |
| Luchtdruk        | 976 hPa | 976 hPa |      |